# Buloh Gogo
Buloh Gogo is een bestuurslaag in het regentschap Pidie van de provincie Atjeh, Indonesië. Buloh Gogo telt 145 inwoners (volkstelling 2010).